# شهرستان هانشان
شهرستان هانشان (به لاتین: Hanshan County) یک منطقهٔ مسکونی در چین است که در مانشان واقع شده‌است.